# Maracanda amoena
Maracanda amoena is een insect uit de familie van de mierenleeuwen (Myrmeleontidae), die tot de orde netvleugeligen (Neuroptera) behoort. 
Maracanda amoena is voor het eerst wetenschappelijk beschreven door McLachlan in Fedchenko in 1875.